# Kyōtarō Namiki
Kyōtarō Namiki (並木鏡太郎, Namiki Kyōtarō), parfois crédité sous le nom de Jirō Kagami (鏡次郎, Kagami Jirō), né le 15 décembre 1902 et mort le 4 février 2001, est un réalisateur et scénariste japonais. Son vrai nom est Torao Kaneta (金田寅雄, Kaneta Torao). 

## Biographie
Kyōtarō Namiki a réalisé plus de 80 de films entre 1929 et 1960.

## Filmographie partielle

### Réalisateur
- 1932 : Hakuchō himon: Zenpen (白蝶秘門 前篇?)
- 1932 : Hakuchō himon: Kōhen (白蝶秘門 後篇?)

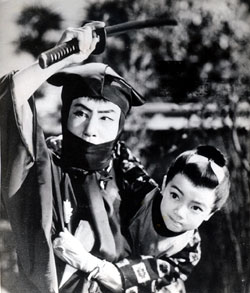
Kanjūrō Arashi dans Kurama Tengu goyōtō ihen (1956).

- 1934 : Shura hototogisu: Zenpen (修羅時鳥 前篇?) co-réalisé avec Masahiro Makino
- 1936 : Hatsusugata shusse kaidō (初姿出世街道?)
- 1936 : Beniya kōmori (紅屋蝙蝠?)
- 1937 : Nangoku taiheiki (南国太平記?)
- 1939 : Ichiyō Higuchi (樋口一葉?)
- 1943 : Le blanc-bec entre en scène (坊ちゃん土俵入り, Bōchan dohyōiri?) co-réalisé avec Masahiro Makino et Torahiko Ise
- 1949 : Umon torimonochō: Nazo no hachijūhachiya (右門捕物帖 謎の八十八夜?)
- 1950 : Kurama Tengu: Ōedo ihen (鞍馬天狗 大江戸異変?)
- 1950 : Koshinuke nitōryū (腰抜け二刀流?)
- 1951 : Miki Hirate (平手造酒, Hirate Miki?)[2]
- 1951 : Tōshu Sanshirō (唐手三四郎?)
- 1952 : Haha o kō uta (母を恋う歌?)
- 1952 : Kurama Tengu: Ao dōki (鞍馬天狗 青胴鬼?)
- 1953 : Umon torimonochō: Karakuri kaidō (右門捕物帖 からくり街道?)
- 1953 : Zoku ukigumo nikki (続浮雲日記?)
- 1954 : Kenkyō Edo murasaki (剣侠江戸紫?)
- 1954 : Ōoka seidan yōkiden: Shirorō no kamen (大岡政談妖棋伝 白蝋の仮面?)
- 1954 : Ōoka seidan yōkiden: Jigokutani no taiketsu (大岡政談妖棋伝 地獄谷の対決?)
- 1955 : Otoko ippiki (男一匹?)
- 1955 : Fūun Sanjōgawara (風雲三條河原?)
- 1955 : Fukushū jōrurizaka (復讐浄瑠璃坂?) co-réalisé avec Buntarō Futagawa
- 1956 : Kurama Tengu: Goyōtō ihen (鞍馬天狗 御用盗異変?)
- 1956 : Shippū ! Kurama Tengu (疾風！鞍馬天狗?)
- 1956 : Seiki no shōhai (世紀の勝敗?)
- 1957 : Keisatsukan (警察官?)
- 1957 : Police militaire et beauté cadavérique (憲兵とバラバラ死美人, Kenpei to barabara shibijin?)[3]
- 1958 : L'Empereur, l'impératrice et la guerre sino-japonaise (天皇・皇后と日清戦争, Tennō kōgō to nisshin sensō?)[4]
- 1959 : Sōryū abare gumo zenpen: Kinryū no maki (双竜あばれ雲 前篇 金竜の巻?)
- 1959 : Sōryū abare gumo kōhen: Ginryū no maki  (双竜あばれ雲 後篇 銀竜の巻?)
- 1960 : Chika teikoku no shikeishitsu (地下帝国の死刑室?)
- 1960 : Les Noces vampiriques (花嫁吸血魔, Hanayome kyūketsuma?)[5]

### Scénariste
- 1935 : Katsujinken : Araki Mataemon (活人剣 荒木又右衛門?) de Masahiro Makino
- 1951 : L'Amour volé (盗まれた恋, Nusumareta koi?) de Kon Ichikawa